# Macierzanka pannońska
Macierzanka pannońska (Thymus kosteleckyanus Opiz) – gatunek rośliny z rodziny jasnotowatych (Lamiaceae). Występuje w środkowej, wschodniej i południowo-wschodniej Europie, w środkowej Azji, Kaukazie i Syberii. W Polsce rośnie tylko w pasie wyżyn.

## Morfologia
ŁodygaDo 50 cm wysokości. Gałązki odstająco owłosione.
LiścieSiedzące, równowąskie lub eliptycznolancetowate, owłosione z obu stron, długości 1–2 cm.
KwiatyGrzbieciste, bladofioletowe lub purpurowe. Kielich owłosiony, dwuwargowy, 10–13-nerwowy. Warga górna kielicha 3-ząbkowa, dłuższa od dolnej. Ząbki wargi górnej lancetowate lub trójkątnie lancetowate. Ząbki wargi dolnej szydlastolancetowate. Górna warga korony płaska.

## Biologia i ekologia
Bylina, chamefit. Rośnie na skałach wapiennych. Kwitnie od czerwca do sierpnia. Gatunek charakterystyczny muraw kserotermicznych z rzędu Festucetalia valesiacae.

## Zagrożenia
Roślina umieszczona na Czerwonej liście roślin i grzybów Polski (2006) w grupie gatunków rzadkich, potencjalnie narażonych (kategoria zagrożenia: R).